# 最高人民会议
最高人民会议（朝鲜语：／），是朝鲜民主主义人民共和国宪法规定的最高权力机关。
最高人民会议代表经朝鲜全国选民直接普选产生，任期五年，现任的第十四届最高人民会议共由687名代表组成。最高人民会议拥有立法权，并负责选举朝鲜国务委员会、最高人民会议常任委员会和政府内阁。最高人民会议还负责审查内阁关于国民经济发展问题和国家财政预算和决算的报告。
由于朝鲜是一个一党执政的国家，最高人民会议的所有代表候选人均由执政党朝鲜劳动党挑选。最高人民会议每年召开一次会议，休会期间其职权由常任委员会代行。

## 选举
朝鲜宪法规定，年满17周岁的公民，无论党派、政治见解与宗教信仰，皆可选举或被选举为最高人民会议代表。然而，由于朝鲜实质是一个极权的一党执政国家，所有候选人均经由劳动党控制的祖国统一民主主义战线（簡稱祖國戰線）提名后，其姓名才会出现在选票上。
选举通常采用秘密投票选出代表，选票上只印有祖国统一民主主义战线提名的“唯一候选人”。投票人若选择不投给该候选人，需在其姓名上打叉，并将票投到特定的投票箱中。这样做一般有很大风险。

## 历史
1990年朝鲜最高人民会议的选举结果为：朝鲜劳动党获得601席，朝鲜社会民主党获得51席，天道教青友党获得22席，独立参选人获得13席。
1998年第10届最高人民会议的开幕式上，金正日并未致辞。与会代表共同听取了金日成于1991年第9届会议第一会期上讲话的录音。

## 职能
朝鲜民主主义人民共和国宪法规定，最高人民会议为国家的最高权力机构。最高人民会议每年召开一至两次，每次会期只有几天，是开议时间最短的议会之一。会议通常未经過任何讨论及修改，無条件通过政府的各项提案。会议休会期间，由其常任委员会代行职能。如需额外召开最高人民会议，可由常任委员会提出，或由三分之一以上会议代表提出。
最高人民会议的职能为：
- 通過、修改或補充憲法的法令；
- 制定、修改和補充成文法
- 批准最高人民会议常務委員會在最高人民会议休會期間通過的主要成文法
- 確立國家內外政策的基本原則
- 確定國家政策和預算；[2]
- 選舉委員長、副委員長和國務委員會委員；
- 選舉委員長、副委員長和其他常務委員會成員；
- 選舉法律官員；
- 任命内阁总理、副總理和其他內閣成員
- 在內閣接受報告並採取措施
- 選舉或罷免最高裁判所所長
- 選舉或罷免最高檢察所所長

其中，修改宪法和法律需经三分之二以上議員同意。

## 常任委员会
最高人民会议常任委员会是国家最高权力机构。最高人民会议休会时，由常任委员会实行立法权。
常任委员会由委员长、副委员长、秘书和委员等组成。常任委员会的职能为：
- 决定最高人民会议的召开时间
- 召集最高人民會議會議
- 在最高人民会议休会期间，审查及批准法律、法规
- 在最高人民会议休会期间，監督中央检察所
- 在最高人民会议休会期间，監督中央法院
- 解释和頒布宪法和法律
- 组建和解散国家机关
- 監督會議委員會
- 审查国家机关制定的条例
- 组织最高人民会议选举
- 批准与外国签订的条约
- 在最高人民会议休会期间，对官员和法官实行任命、调任和解职
- 批准特别赦免或大赦

常任委员会还兼负接受外国使节国书的国家元首职能，委员长被认为是朝鲜对外的禮儀性国家元首代表。

## 历届最高人民会议

### 第十三届最高人民会议
第一次会议2014年4月9日在平壤举行，金正恩再次当选国防委员会第一委员长。
金永南继续担任最高人民会议常任委员会委员长，杨亨燮、金英大为副委员长，金英柱、崔永林为名誉副委员长。选举崔龙海、李用茂、吴克列为国防委员会副委员长。选举朴凤柱继续担任内阁总理。
第六次会议2014年4月11日在平壤举行。会议通过了最高人民会议决定《关于批准朝鲜民主主义人民共和国内阁的工作报告和主体106（2017）年国家预算执行的决算》、最高人民会议法令《关于朝鲜民主主义人民共和国主体107（2018）年国家预算》。
免去黄炳誓议员的国务委员会副委员长职务，金己男议员、李万建议员、金元弘的国务委员会委员职务。补选金正角、朴光浩、太宗秀、郑京择议员为国务委员会委员。免去朴泰成议员的最高人民会议常任委员会委员职务，任命郑永国议员为最高人民会议常任委员会秘书长，任命金秀吉、朴哲民、金昌叶议员为最高人民会议常任委员会委员。免去朴太德议员的最高人民会议法制委员会委员职务，任命梁正勋、金明吉议员为最高人民会议法制委员会委员。

### 第十四届最高人民会议

#### 常任委员会组成人员
- 常任委员会委员长（1人）：崔龙海
- 常任委员会副委员长（2人）：太亨彻 → 姜润石、金英大 → 朴容日（任內逝世）→姜润石、金虎哲[6]
- 常任委员会秘书长（1人）：高吉先
- 常任委员会委员（12人）：金英哲、金能五、康智英、朱英吉、金昌叶、张春实、朴明哲、李明哲、康寿麟、康明哲、李哲、金英焕

#### 专门委员会
- 法制委员会
  - 委员长（1人）：金正浩
  - 委员（6人）：金明吉、姜润石、朴正男、金永陪、郑京日、许光日
- 预算委员会
  - 委员长（1人）：金德訓
  - 委员（6人）：李熙用、洪瑞宪、金光旭、崔永一、朴亨烈、李锦玉
- 外交委员会
  - 委员长（1人）：金衡俊
  - 委员（6人）：李龙男、李善权、金贞淑、崔善姬、金成日、金东善

## 常任委员会委员长与议长

### 常任委员会委员长
| #                            | 肖像 | 姓名   | 任期开始       | 任期结束       | 政党       |
| ---------------------------- | ---- | ------ | -------------- | -------------- | ---------- |
| 最高人民会议常任委员会委员长 |      |        |                |                |            |
| 1                            |      | 金枓奉 | 1948年9月8日   | 1957年9月20日  | 朝鲜劳动党 |
| 2                            |      | 崔庸健 | 1957年9月20日  | 1972年12月28日 | 朝鲜劳动党 |
| 最高人民会议常设会议议长     |      |        |                |                |            |
| 3                            |      | 黄长烨 | 1972年12月28日 | 1983年4月7日   | 朝鲜劳动党 |
| 4                            |      | 杨亨燮 | 1983年4月7日   | 1998年9月5日   | 朝鲜劳动党 |
| 最高人民会议常任委员会委员长 |      |        |                |                |            |
| 5                            |      | 金永南 | 1998年9月5日   | 2019年4月11日  | 朝鲜劳动党 |
| 6                            |      | 崔龙海 | 2019年4月11日  | 现任           | 朝鲜劳动党 |

### 议长
| #                | 肖像 | 姓名   | 任期开始      | 任期结束      | 政党       |
| ---------------- | ---- | ------ | ------------- | ------------- | ---------- |
| 最高人民会议议长 |      |        |               |               |            |
| 1                |      | 許憲   | 1948年9月     | 1951年8月     | 朝鲜劳动党 |
| 2                |      | 白南雲 | 1967年        | 1972年        | 朝鲜劳动党 |
| 3                |      | 韓德銖 | 1972年        | 1986年        | 朝鲜劳动党 |
| 4                |      | 崔泰福 | 1998年9月5日  | 2019年4月11日 | 朝鲜劳动党 |
| 5                |      | 朴泰成 | 2019年4月11日 | 2023年1月18日 | 朝鲜劳动党 |
| 6                |      | 朴仁哲 | 2023年1月18日 | 现任          | 朝鲜劳动党 |